# Himmerland Rundt
A Himmerland Rundt (oficialmente:Himmerland Rundt "Made in Aars") é uma corrida de ciclismo profissional de um dia dinamarquesa que se disputa em Himmerland (Jutlandia), no final do mês de abril.
Desde sua criação em 2011 faz parte do UCI Europe Tour, dentro da categoria 1.2 (última categoria do profissionalismo). Em 2013 integrou-se nas denominado Corridas do fim de semana do noroeste de Jutlandia disputada está entre o GP Viborg e a Skive-Lobet, sendo todas elas profissionais na mesma categoria.

## Palmarés
| Ano  | Vencedor         | Segundo                | Terceiro             |           |
| ---- | ---------------- | ---------------------- | -------------------- | --------- |
| 2011 | Michael Reihs    | Rasmus Guldhammer      | Søren Pugdahl        |           |
| 2012 | André Steensen   | Nikola Aistrup         | Angelo Furlan        |           |
| 2013 | Yoeri Havik      | Kristian Dyrnes        | Magnus Cort          |           |
| 2014 | Magnus Cort      | Rasmus Guldhammer      | Søren Kragh Andersen |           |
| 2015 | Wim Stroetinga   | Asbjørn Kragh Andersen | Johim Ariesen        |           |
| 2016 | Jonas Gregaard   | Dion Beukeboom         | Krister Hagen        |           |
| 2017 | Nicolai Brøchner | Audun Brekke Fløtten   | Nicklas Pedersen     |           |
| 2018 | André Looij      | Emil Vinjebo           | Nicklas Pedersen     |           |
| 2019 | Niklas Larsen    | Nicolai Brøchner       | Bas van der Kooij    |           |
| 2020 | cancelado        | cancelado              | cancelado            | cancelado |
| 2021 | Mathias Larsen   | Nils Lau Nyborg Broge  | Rasmus Bøgh Wallin   |           |
| 2022 | cancelado        | cancelado              | cancelado            | cancelado |

## Palmarés por países
| País          | Vitórias |
| ------------- | -------- |
| Dinamarca     | 7        |
| Países Baixos | 3        |